# Gorgonzola
Gorgonzola er en ost, der er opkaldt efter den italienske by Gorgonzola nær ved Milano.
Blåskimmeloste af Gorgonzola-type har været fremstillet i mere end tusind år. På egnen blev osten kaldt Stracchino di Gorgonzola. Det hed den, fordi osten blev fremstillet, efter at køerne var drevet ned fra sæterne til Po-dalen. Køernes træthed efter turen (stracco betyder "træt") gav mælken den særlige konsistens, som gjorde den egnet til fremstilling af Gorgonzola. Den afgørende modning af osten foregik ved lagring i gruber i Valassina-dalen.
Ordet gorgonzola har været kendt på dansk siden 1880'erne og udbredt siden 1920'erne og er i dag en beskyttet oprindelsesbetegnelse i EU, således at osten kun må sælges som gorgonzola, hvis den er fremstillet efter bestemte metoder med råvarer fra et bestemt område i Italien. Det har medført en række "alternative" navne, f.eks. sælges i Danmark en gorgonzolalignende ost, mycella.

## Fodnoter
1. ↑  "Dansk Sprognævn: Nyt fra Sprognævnet: Ole Ravnholt: Gorgonzola – en "beskyttet oprindelsesbetegnelse" med gammel hævd i dansk". Arkiveret fra originalen 20. januar 2008. Hentet 26. april 2008.